# Receptor de Glicina
El receptor de glicina (también denominado GlyR o GLR) es el receptor del neurotransmisor aminoácido glicina. El GlyR es un receptor ionotrópico que produce sus efectos a través de la corriente de cloruro. Es uno de los receptores inhibitorios más ampliamente distribuidos en el sistema nervioso central y desempeña funciones importantes en una variedad de procesos fisiológicos, especialmente en la mediación de neurotransmisiones inhibitorios de la médula espinal y del tronco encefálico.
El receptor puede ser activado por una gama de aminoácidos no esenciales, como la glicina, la beta alanina y la taurina. Su antagonista competitivo de alta afinidad, la estricnina, puede bloquear el receptor de forma selectiva. La cafeína es un antagonista competitivo del GlyR.
Se ha demostrado que la gefirina es necesaria para la formación del clúster del GlyR en la sinapsis inhibitoria. Se ha observado que el GlyR puede localizarse junto al receptor GABAA en algunas neuronas del hipocampo. Sin embargo, pueden producirse excepciones en el sistema nervioso central, donde, a pesar de la presencia de los receptores GABAA, no se encuentran la subunidad GlyR α1 ni la gefirina, su proteína de anclaje, en las neuronas de los ganglios de las raíces dorsales.

## Historia
En 1965, se sugirió por primera vez que la glicina y su receptor participan en la inhibición de células. Dos años más tarde, algunos experimentos demostraron que la glicina tenía un efecto hiperpolarizante en las motoneuronas espinales debido a un aumento en la conductancia del cloruro en el receptor. Posteriormente, en 1971 se descubrió mediante autorradiografía que la glicina se localizaba en la médula espinal. Gracias a todos estos hallazgos, se llegó a la conclusión de que la glicina es un neurotransmisor inhibitorio primario de la médula espinal que actúa a través de su propio receptor.

## Disposición de las subunidades
Los GlyR sensibles a la estricnina forman parte de una familia de canales iónicos activados por ligando. Los receptores de esta familia se organizan en grupos de cinco subunidades situadas alrededor de un poro central.

Cada subunidad está compuesta por cuatro segmentos transmembranales helicoidales α.  
En la actualidad, se conocen cuatro isoformas de unión al ligando de la subunidad α (α1-4) del receptor GlyR: GLRA1, GLRA2, GLRA3 y GLRA4; y solo una isoforma de la subunidad β: GLRB.

El receptor heteromérico α1β es la forma adulta del GlyR. Se cree que tiene una estequiometría, o proporción, de tres subunidades α1 y dos subunidades ß, o cuatro subunidades α1 y una subunidad ß.

La forma embrionaria, sin embargo, se compone de cinco subunidades α2. Las subunidades α2 también pueden formar homopentámeros funcionales en sistemas de expresión heteróloga en ovocitos de ranas de uñas africanas o en líneas celulares de mamíferos, que resultan útiles para la realización de estudios de farmacocinética y farmacodinamia de canales.

La subunidad ß no puede formar canales funcionales sin subunidades α, pero sí determinar la ubicación sináptica de los GlyR y el perfil farmacológico de los canales glicinérgicos.

## Función

### Adultos
En personas adultas, la glicina es un neurotransmisor inhibitorio que se encuentra en la médula espinal y algunas regiones del cerebro. Cuando se une a su receptor Gly-R, la glicina induce un cambio conformacional que abre el canal creado por el receptor. Una vez abierto el canal, los iones de cloruro entran en la célula dando inicio a la hiperpolarización. Además de la hiperpolarización, que provoca la reducción de la posibilidad de propagación del potencial de acción, la unión de la glicina a su receptor también es responsable por la reducción de la transmisión de neurotransmisores, tanto inhibitorios como excitatorios. Este efecto se denomina «shunt» (cortocircuito o derivación) y puede explicarse mediante la ley de Ohm. Una vez se ha activado el receptor, la conductancia de la membrana aumenta y su resistencia disminuye. Según la ley de Ohm, cuando la resistencia se reduce, también se reduce el voltaje. La reducción en el voltaje postsináptico, a su vez, provoca una disminución en la transmisión de los neurotransmisores.

### Embriones
En los embriones en desarrollo, la glicina tiene el efecto contrario al observado en los adultos. Actúa como neurotransmisor excitatorio. Esto se debe a que el cloruro tiene un potencial de equilibrio más positivo durante las primeras etapas de la vida debido a la alta expresión de NKCC1. Esto mueve un ion de sodio, uno de potasio y dos de cloruro hacia el interior de la célula, lo que produce un aumento en la concentración intracelular de cloruro. Cuando la glicina se une a su receptor, se produce un eflujo de cloruro en lugar del influjo que se produce en las personas adultas. El eflujo de cloruro provoca que el potencial de membrana se vuelva más positivo o se despolarice. A medida que las células maduran, se activa el cotransportador de K+ CI- 2 (KCC2), lo que permite que el potasio y el cloruro se muevan hacia el exterior de la célula y se reduzca la concentración de cloruro intracelular. Esto convierte el mecanismo receptor descrito anteriormente para los adultos en un mecanismo inhibitorio.

## Relación entre los receptores de glicina y las enfermedades
Tanto la interrupción de la expresión superficial del GLyR como la reducción de su capacidad para conducir iones de cloruro generan un trastorno neurológico poco común llamado hiperecplexia. El trastorno se caracteriza por una respuesta exagerada a estímulos inesperados, seguida por una rigidez muscular temporal, pero total, que suele dar lugar a una caída incontrolada. Las lesiones crónicas causadas por las caídas son sintomáticas del trastorno. Una mutación del gen GLRA1 es la causa de algunos casos de síndrome de la persona rígida.

## Ligandos
En la proteína reguladora Gly-R, se denominan ligandos a las moléculas que se unen al centro activo del receptor, para realizar su función como agonistas, antagonistas o moduladores de la acción metabólica celular. 

### Agonistas
ß-alanina
D-alanina
Gelsemina
Glicina
Hipotaurina
Ivermectina
L-alanina
L-prolina
L-serina
Milacemida
Quiscualamina
Sarcosina
Taurina
THC
L-teanina

### Moduladores alostéricos positivos
Etanol
Tolueno

### Antagonistas
Bicuculina
Brucina
Cafeína
Levorfanol
Picrotoxina
Estricnina
Tutina
Quercetina